# 住山楊甫
住山 楊甫（すみやま ようほ）は、江戸時代中期から後期にかけて世襲した茶人の通称。

## 当主
初代（？-？）表千家6代目宗左の門人。姉は、7代目宗左の妻。
二代（1782年-1855年）天明2年～安政2年 初代楊甫の養嗣子。表千家9代了々斎の死後、幼い吸江斎の後見人になる。
一乗宗与（-1862年8月24日）～文久2年　高倉久田家9代目。住山家八代云々斎楊甫の孫。幼名は岩之介。